# Lorne Campbell
Lorne Campbell, kanadski profesionalni hokejist, * 8. oktober 1879, Ottawa, Ontario, Kanada, † 6. maj 1957. 
Campbell je odigral 140 tekem v različnih profesionalnih ligah, med drugim tudi ligi National Hockey Association. Med moštvi, za katere je igral, je Cobalt Silver Kings. 